# Онтонагон (округ)
Шаблон:StateAbbr_ 46°59′ пн. ш. 89°16′ зх. д. / 46.98° пн. ш. 89.27° зх. д.
Округ  Онтонаґон (англ. Ontonagon County) — округ (графство) у штаті Мічиган, США. Ідентифікатор округу 26131.

## Історія
Округ утворений 1843 року.

## Демографія
За даними перепису 
2000 року 
загальне населення округу становило 7818 осіб, усе сільське.
Серед мешканців округу чоловіків було 3961, а жінок — 3857. В окрузі було 3456 домогосподарств, 2225 родин, які мешкали в 5404 будинках.
Середній розмір родини становив 2,75.
Віковий розподіл населення поданий у таблиці:
| Стать    | До 15 років | 15-21 | 22-29 | 30-39 | 40-49 | 50-65 | 65-85 | Понад 85 |
| -------- | ----------- | ----- | ----- | ----- | ----- | ----- | ----- | -------- |
| Чоловіки | 638         | 312   | 219   | 468   | 665   | 881   | 706   | 72       |
| Жінки    | 606         | 240   | 241   | 426   | 589   | 843   | 740   | 172      |

## Суміжні округи
- Ківіно — північний схід
- Гаутон — схід
- Айрон — південний схід
- Гогібік — південь
- Ешленд, Вісконсин — захід
- Кук, Міннесота — північний захід

## Виноски
1. ↑  US Decennial Census. US Census Bureau. Процитовано 27 вересня 2014.
2. ↑  Historical Census Browser. University of Virginia Library. Архів оригіналу за 11 серпня 2012. Процитовано 27 вересня 2014.
3. ↑  Population of Counties by Decennial Census: 1900 to 1990. US Census Bureau. Процитовано 27 вересня 2014.
4. ↑  Census 2000 PHC-T-4. Ranking Tables for Counties: 1990 and 2000 (PDF). US Census Bureau. Процитовано 27 вересня 2014.
5. ↑  State & County QuickFacts. US Census Bureau. Архів оригіналу за 6 червня 2011. Процитовано 29 серпня 2013.(англ.) Наведено за англійською вікіпедією.
6. ↑  American FactFinder. Бюро перепису населення США. Архів оригіналу за 26 лютого 2012. Процитовано 31 січня 2008.

| США | Це незавершена стаття з географії США. Ви можете допомогти проєкту, виправивши або дописавши її. |